# Nicola Sturgeon
Nicola Sturgeon (n. 19 iulie 1970, Irvine, North Ayrshire, Scotia) este o politiciană scoțiană. Începând cu noiembrie 2014 este liderul Partidului Național Scoțian și prim-ministru al Scoției. 

## Biografia
S-a născut în orașul Irvine în 1970. La vârsta de 16 ani a devenit membru Partidului Național Scoțian (SNP). Apoi a studiat dreptul la Universitatea din Glasgow, după care a lucrat ca solicitor în același oraș.
La vârsta de 22 de ani s-a prezentat la alegeri în circumscripția Glasgow Shettleston, fiind cel mai tânăr candidat din Școtia, dar nu a fost aleasă. A eșuat si în anul 1997 în circumscripția Glasgow Govan. În sfârșit, în anul 1999, a fost aleasă pe lista regională în Parlamentul scoțian și a fost succesiv ministrul Educatiei, Sănătății și Justiției în guvernul fantomă pentru PNS.
În anul 2004 a candidat pentru poziția de lider, dar a trebuit să se retragă și a acceptat idea unui ticket cu fostul lider Alex Salmond. După alegerile din 2007 a fost numită prim-ministrul adjunct al Scoției de prim-ministrul Salmond. După referendumul pentru independența Scoției din 2014 și demisia acestuia a devenit lidera Partidului Național Scoțian pe 14 noiembrie 2014 și a fost aleasă prim-ministrul al Scoției. Astfel este prima femeie care ocupă această poziție.
În anul 2016 a ocupat locul 50 în topul 100 cele mai influente alcătuit de magazinul Forbes.

## Legături externe
- en  Nicola Sturgeon Arhivat în 15 iulie 2016, la Wayback Machine. la Partidul Național Scoțian
- en  Nicola Sturgeon Parlamentul scoțian